# Evelyn Greeley

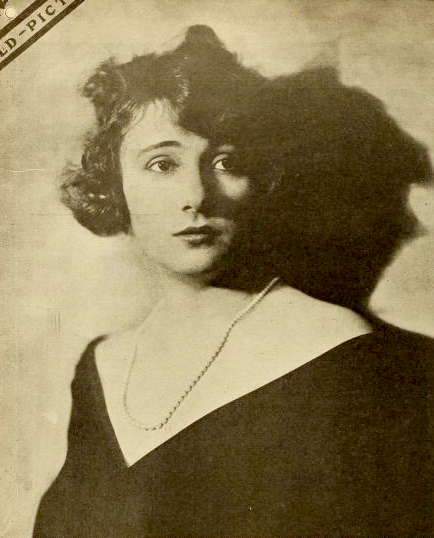
Evelyn Greeley im Jahre 1919

Evelyn H. Greeley (* 3. August oder 3. November 1888 in Österreich als Evelyn Huber; † 25. März 1975 in West Palm Beach, Florida, Vereinigte Staaten) war eine US-amerikanische Schauspielerin österreichischer Abstammung, die zwischen 1914 und 1922 in rund 30 Stummfilmproduktionen zu sehen war.
Zuletzt trat die in dritter Ehe Verheiratete unter ihrem bürgerlichen Namen Evelyn H. Rand Laity in Erscheinung.

## Leben und Wirken
Evelyn Greeley wurde am 3. August oder 3. November 1888 als Tochter von Stephan und Franziska Huber (geborene Marko) in Österreich geboren. Die Familie wanderte in weiterer Folge in die Vereinigten Staaten aus. Der Vater nannte sich fortan Stephen und die Mutter Frances. Dies wurde erst durch ihre Sterbeurkunde öffentlich. Über ihr Leben vor dem Durchbruch als Schauspielerin ist kaum etwas bekannt. In zeitgenössischen Medien wurde sie des Öfteren als Enkeltochter von Horace Greeley beworben und ihr Geburtsort mit Lexington in Kentucky angegeben. 
In den Vereinigten Staaten soll sie unter anderem die University School for Girls in Chicago besucht haben. Danach soll sie an die Frances Shimer Academy, die heute als Shimer College bekannt ist, gekommen sein. Hier soll sie als Schauspielerin ausgebildet worden sein. Dieser Karriereweg wird von verschiedenen Historikerin heute ebenfalls angezweifelt und als Teil ihrer fiktiven Lebensgeschichte angesehen. Ihre Schauspielkarriere begann sie an Sommertheatern und auf Tourneen mit der Poli Players Stock Company, einer vom italienischen Einwanderer Sylvester Z. Poli gegründeten Theatergruppe. Schon bald wendete sich Evelyn Greeley, wie sie sich in ihrer neuen Heimat nannte, dem Film zu.
Anfangs war sie als sogenannte Bit Actress (höher gestellt als eine Statistin, aber niedriger als ein Nebendarsteller) für die Chicagoer Essanay Studios tätig. Für Essanay arbeitete sie ein Jahr lang, ehe sie ihre erste nennenswerte Rolle in der Quality-Pictures-Produktion The Second in Command erhielt. Bald darauf erhielt sie einen Vertrag bei der World Film Corporation, für die sie zwischen 1917 und 1919 in rund zwei Dutzend Filmen in Erscheinung trat und des Öfteren an der Seite von Carlyle Blackwell zu sehen war. In den Filmen übernahm sie zumeist emotionale Rollen. Nachdem sie ihren Vertrag bei der World Film Corporation im Jahre 1920 verloren hatte, war sie als freischaffende Künstlerin in den Jahren 1921 und 1922 noch in vier Spielfilmen zu sehen. Danach verläuft sich ihre Spur weitestgehend; als Schauspielerin dürfte sie danach nicht mehr in Erscheinung getreten sein.
Im Oktober 1922 heiratete sie John Smiley, der in den Medien einmal als Schauspieler und dann wieder als Manager in der Stahlindustrie bezeichnet wurde. Die Ehe hielt jedoch nicht lange und wurde bereits nach wenigen Monaten geschieden. Im darauffolgenden Jahr heiratete sie den wohlhabenden Geschäftsmann James Rand, mit dem sie daraufhin bis 1960 verheiratet war. Diese Ehe endete ebenfalls in einer Scheidung, sowie vor Gericht, nachdem sich die ehemaligen Eheleute gegenseitig verklagt hatten. Nach der Scheidung und dem Gerichtsstreit mit Rand heiratete Greeley Morgan Laity, mit dem sie bis zu ihrem Tod im Jahre 1975 verheiratet blieb. Am 25. März 1975 starb Greeley, mittlerweile schon seit Jahrzehnten mit ihrem bürgerlichen Namen Evelyn H. Rand Laity in Erscheinung tretend im Alter von 86 Jahren in West Palm Beach im US-amerikanischen Bundesstaat Florida.

## Filmografie (Auswahl)
- 1914: The Fable of One Samaritan Who Got Paralysis of the Helping Hand (Kurzfilm)
- 1915: The Second in Command
- 1915: A Daughter of the Sea
- 1916: Tempest and Sunshine
- 1916: Just a Song at Twilight
- 1917: The Social Leper
- 1917: The Price of Pride
- 1917: The Brand of Satan
- 1917: The Burglar
- 1917: The Good for Nothing
- 1918: The Beautiful Mrs. Reynolds
- 1918: His Royal Highness
- 1918: Leap to Fame
- 1918: The Golden Wall
- 1918: The Beloved Blackmailer
- 1918: By Hook or Crook
- 1918: The Road to France (The Allies)
- 1918: Hitting the Trail
- 1919: Love in a Hurry
- 1919: Courage for Two
- 1919: Hit or Miss
- 1919: Three Green Eyes
- 1919: Phil-for-Short
- 1919: Bringing Up Betty
- 1919: The Oakdale Affair
- 1919: Me and Captain Kidd
- 1921: His Greatest Sacrifice
- 1921: Diane of Star Hollow
- 1921: A Pasteboard Crown
- 1922: Bulldog Drummond